# ایرینا گاسپاریان
ایرینا کنستانتینوُنا گاسپاریان (ارمنی: Իրինա Կոնստանտինովնա Գասպարյան؛ زادهٔ ۶ ژوئیهٔ ۱۹۶۱) یک  سیاستمدار اهل ارمنستان است که از تاریخ ۲۰۲۱ تا تاریخ ۲۰۲۶ سمت نمایندگی دوره هشتم مجلس ملی جمهوری ارمنستان را برعهده داشت.

## زندگی‌نامه
در ۶ ژوئیهٔ ۱۹۶۱ در ایروان به دنیا آمد و از دانشگاه ملی پلی‌تکنیک ارمنستان فارغ‌التحصیل شد. 